# テストベッド
テストベッド (testbed, test bed) とは新技術の実証試験に使用されるプラットフォーム。試験に使われる架台を意味する。日本語では実証基盤とも。よくテスト「ヘ」ッドと誤用されている。
主に航空機の開発やソフトウェアテストで利用される。

## 航空機
航空機ではアビオニクスやエンジンの開発において、試験では得られない実環境でのデータを収集するための実験で使用される。実際に飛行させず地上での試験のみに用いる機体もある。
実際に試験対象と計測機器を搭載するため、機内が広い輸送機や旅客機を改造した機体か多い。エンジン開発では元から搭載しているエンジンに加え試験対象のエンジンを1基だけ搭載し、左右非対称の3発機となった機体もある。
実際に飛行させる機体はフライング・テストベッド（Flying Test Bed:FTB）・飛行実験機・空中飛行試験機と呼ばれる。新型航空機の開発時に製作される試験用の機体は実験機・実証機・試験機などと呼ばれるが、実際に飛行させる場合はFTB機と呼ばれることもあり一定しない。
宇宙機においても航空機開発と同じくテストベッドが利用されている。宇宙分野では月面探査機の落下試験用に開発され自力で飛行しない機体もFTBと呼ばれることがある。

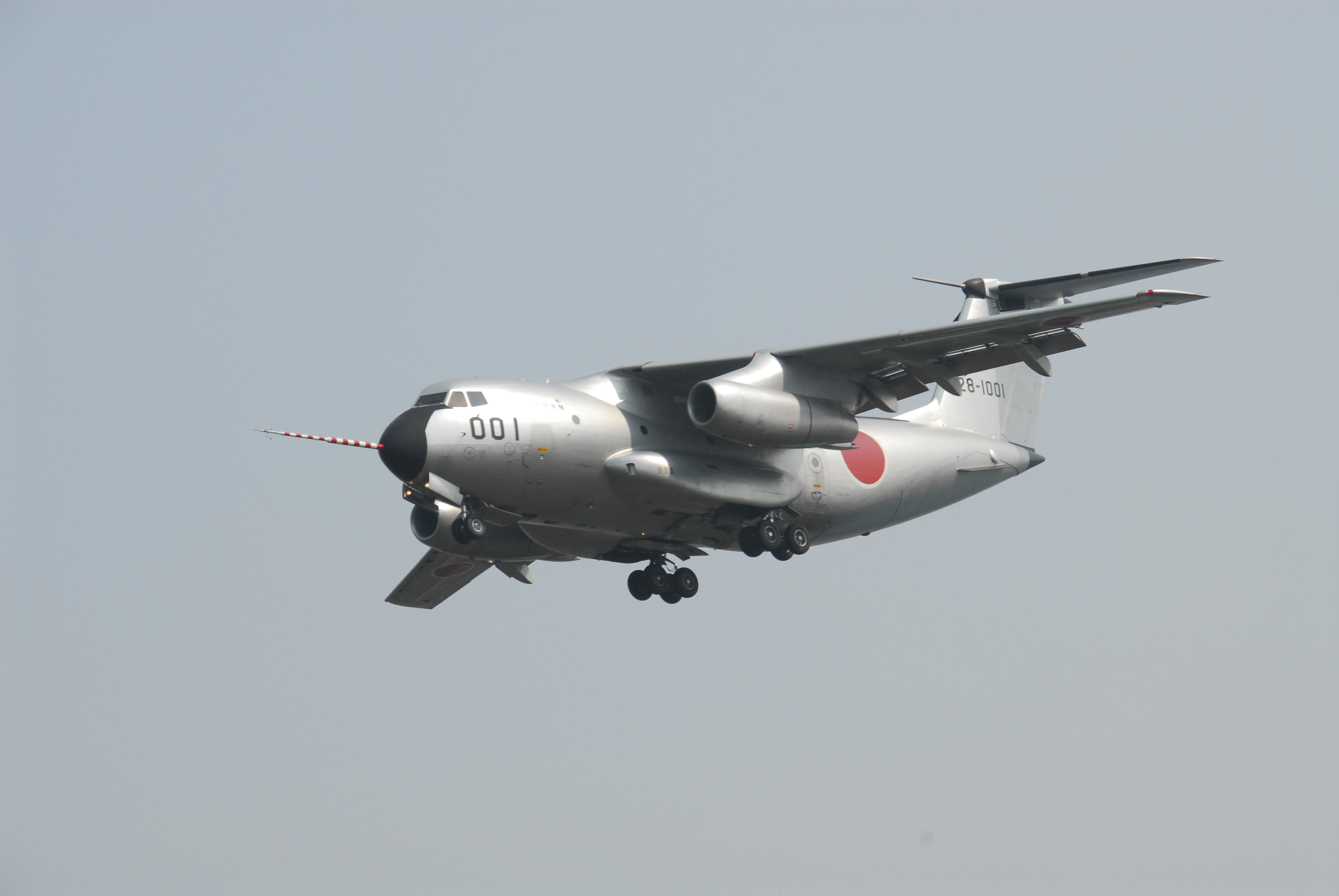
エンジン空中試験用にC-1を改造したC-1FTB。片側に試験用のエンジンを搭載している。
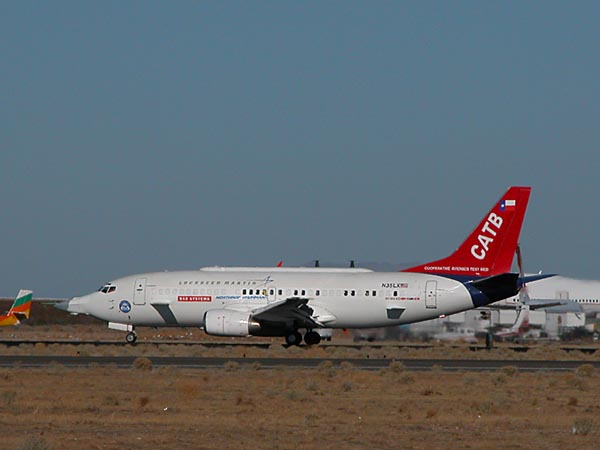
F-35のアビオニクスをテストするため737-300を改造したCATBird
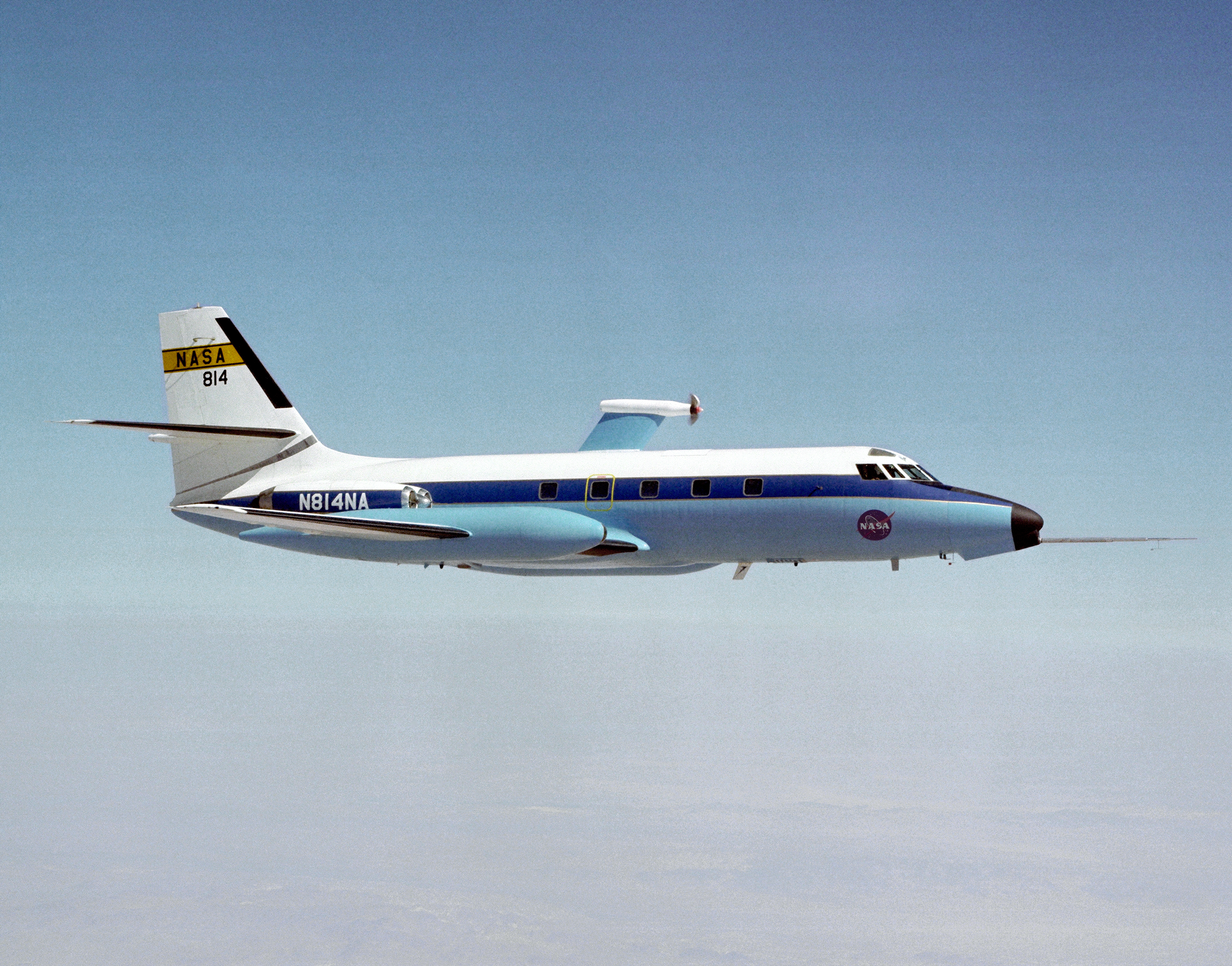
NASAがプロップファンの研究用にロッキード ジェットスターを改造したC-140。機体上部に垂直板とプロップファンを追加している。
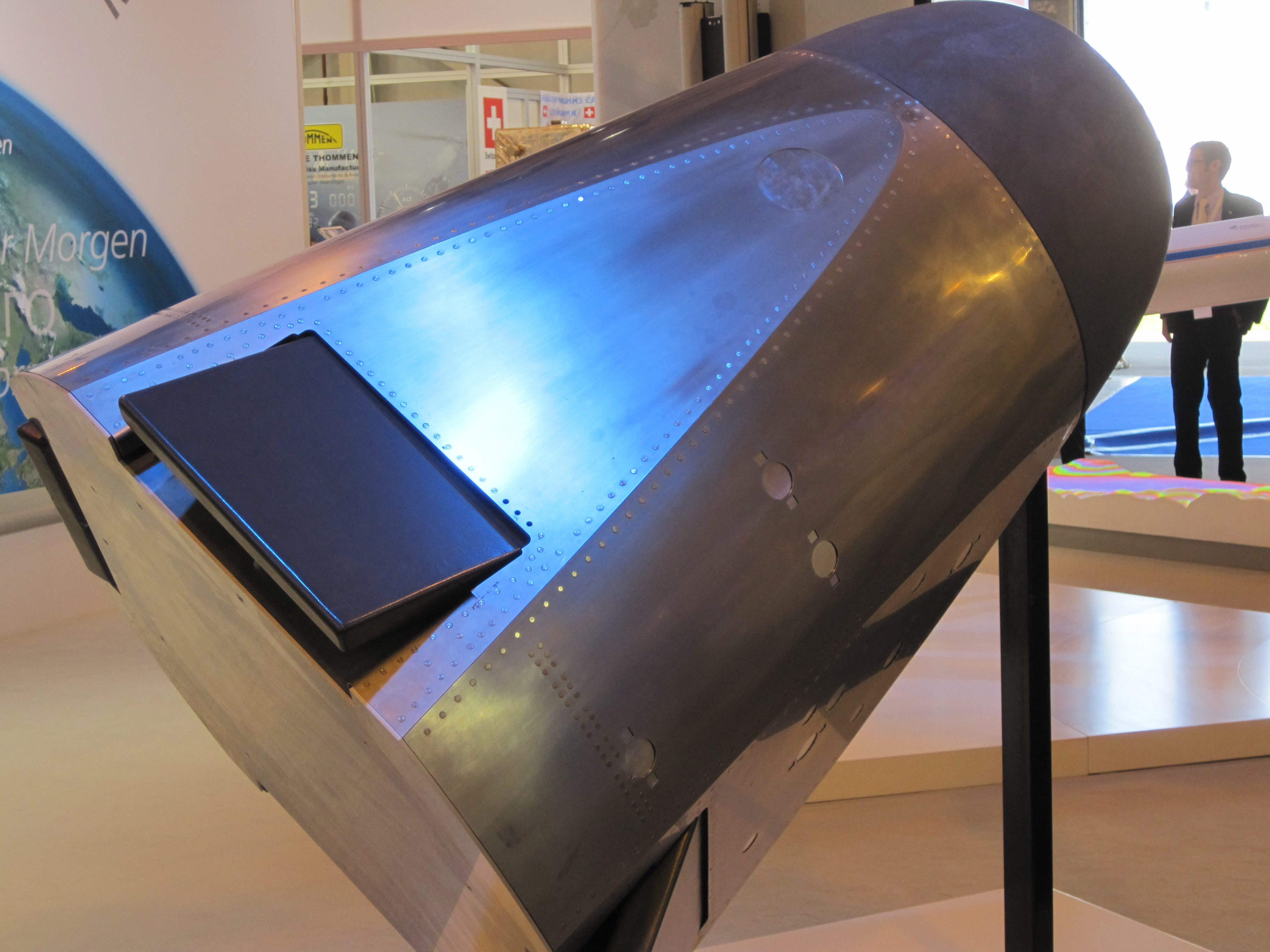
大気圏再突入実験機であるEXPERT

## IT
システム開発において、現実の環境に近い状態で試験的に稼働させる際に用いるプラットフォームを指す。テストベッドを使うことで運用されているシステムに影響を与えず、実際に運用された際の問題を洗い出すことが出来る。